# Helem
Protección libanesa para homosexuales, Helem (en árabe: حلم‎) es una ONG libanesa que trabaja para mejorar el estatus social de personas lesbianas, gays, bisexuales y transgénero (LGBT). Helem, cuyo nombre completo es en árabe: حماية لبنانية للمثليين‎, pronunciado ḥimāya lubnāniya lil-mithliyīn, fue la primera organización LGBT en el mundo árabe. Helem significa «sueño» en árabe.
En su acta fundacional se menciona que su área de actuación es Canadá y el Líbano, pero también existen grupos de apoyo en Australia, Francia y los Estados Unidos. A pesar de que la asociación se centra en los asuntos LGBT, está abierta a todas las personas que tienen interés en la defensa de los Derechos Humanos. La asociación también se opone a cualquier tipo de discriminación, tanto en los servicios que ofrece, como en las luchas que se propone.

## Objetivos y fines
«Helem persigue una lucha pacífica por la liberación de la comunidad de lesbianas, gais, bisexuales y transgénero (LGBT) en el Líbano de todo tipo de discriminación legal, social y cultural.»
El objetivo principal de la asociación es la anulación del artículo 534 del código penal libanés que castiga las «relaciones sexuales contra natura». La ley se emplea principalmente para perseguir a la comunidad LGBT, violando la privacidad de sus miembros y negándoles derechos humanos básicos. La eliminación del artículo ayudaría a disminuir la persecución por el estado y la sociedad, facilitando conseguir la igualdad para la comunidad LGBT del Líbano. Otro de los objetivos principales de Helem es luchar contra la epidemia del sida y otras enfermedades de transmisión sexual, luchando también por los derechos de los pacientes.

## Legalidad
A 11 de febrero de 2004, Helem está registrada en Quebec (Canadá).
Según afirma Helem en su página web, la organización es legal en el Líbano.

According to the Lebanese law of association, any non-government organization can register through providing public notice ("3ilm wa khabar" in Arabic) to the Lebanese Ministry of Interior. Contrary to popular opinion, organizations do not need "permission" from the Ministry in order to be considered legal. Furthermore, the Ministry is obligated by law to issue an immediate receipt with a registration number to the organization submitting its public notice. The only legal reasons justifying a rejection of public notice are:
(a) The documentation provided in the public notice is incomplete
(b) The organization's field of action and principles violate or compromise one of the following:
- National security,
- the sovereignty of the state,
- Public morality.
De acuerdo con las leyes de asociación libanesas, cualquier ONG se puede registrar a través de una nota pública (3ilm wa khabar en árabe) dirigida al Ministerio del Interior. Contrariamente a la opinión popular, las organizaciones no necestian el «permiso» del Ministerio para ser consideradas legales. Además, el Ministerio está obligado por ley a emitir un acuse de recibo con un número de registro a la organización que ha enviado la nota pública. Las única razones legales para rechazar la nota pública son:
(a) La documentación enviada en la nota pública es incompleta;
(b) El campo de acción y los principios de la organización violan o ponen en peligro lo siguiente:
- la seguridad nacional,
- la soberanía del estado,
- la moralidad publica.

A febrero de 2010, la asociación todavía no había recibido el acuse de recibo del registro del Ministerio del Interior. La asociación Helem afirma que eso es una violación de la ley y que no tiene que ver con la legalidad de la asociación misma. Helem continúa diciendo que ninguna actividad de la asociación viola la moral pública, ni viola leyes existentes. 
En 2006 hubo una denuncia contra Helem por «indecencia pública y corrupción de menores», pero, tras una investigación que no pudo confirmar la acusación, la denuncia fue retirada.

## Actividades
Helem, que comenzó su existencia como el Club Free, lleva trabajando en el Líbano desde 2004 sobre temas LGBT. Sus actividades incluyen eventos sociales y culturales para reunir a la comunidad LGBT, trabajo en asuntos HIV/sida, ayuda legal para las personas LGBT perseguidas y cabildeo junto con otras organizaciones de derechos humanos a favor del avance de las libertades individuales en el Líbano.
Para estos objetivos, Helem ha creado la página web helem.net y un centro comunal, en el que se ofrece ayuda psicológica y legal, un teléfono de ayuda, una lista de médicos no homófobos y un centro de pruebas del HIV aprobado por el Programa Nacional de Sida, con un servicio anónimo y gratuito. Los miembros publican de Helem publican la revista Barra (en árabe: برا‎, barrā), que se edita cada tres meses. El título de la revista, en árabe: برا‎, «barra», es una traducción del inglés out, que significa aproximadamente «vivir abiertamente como gay o lesbiana». Puede ser leída en formato digital en la página web de Helem.
Como ejemplo de actividades recientes llevadas a cabo, en 2008 al 2009, se han publicado cinco libros (Koutayeb mosh A'an el nabat, sobre la salud sexual para gais y lesbianas; Myth and facts about homosexuality; Know your right, folleto; Chebohom wa laken, para las familias de gais y lesbianas), se ha hecho un bus HIV/sida, actos públicos en el Día internacional contra la homofobia, tablas redondas regulares en universidades y estudio e información sobre abusos policiales y homofobia en el Líbano. La asociación también participó en la publicación del libro Ruhab al-mithliya: mawakif wa-schahadat (en árabe: رهاب المثلية: مواقف وشهادات‎, pronunciado: ruhāb al-miṯlīya: mawāqif wa-šahādāt, en español «Homofobia: opiniones y puntos de vista»), que según afirma la propia asociación, es el primer libro en lengua árabe sobre el tema de la homofobia. 
El 22 de febrero de 2009, Helem organizó el primera sentada LGBT organizada en el mundo árabe.

## Premios
El 23 de enero de 2009, Helem ganó el premio Felipa de Souza de la Comisión Internacional de Derechos Humanos Gays y Lésbicos (IGLHRC) en reconocimiento del trabajo realizado para mejorar los derechos humanos de lesbianas, gais, bisexuales, transgénero e intersexo (LGBTI) y otros que se enfrentan a la discriminación por su sexualidad o por ser portadores de anticuerpos del sida. En el anuncio del premio, el IGLHRC afirmó:

The first organization in the Arab world to set up a gay and lesbian community center, Helem's work has consistently broken new ground in a country that criminalizes homosexuality and where violence and abuse are persistent problems. We applaud their courage and commitment to human rights for all.
La primera organización del mundo árabe que crea un centro comunitario para gays y lesbianas, el trabajo de Helem ha abierto de forma consistente nuevos caminos en un país que criminaliza la homosexualidad y donde la violencia y el abuso son problemas persistentes. Aplaudimos su valentía y su compormiso con los derechos humanos para todos.

El premio fue entregado al coordinador de Helem, George Azzi, el 30 de marzo de 2009 en Nueva York. Otra celebración similar se celebró el 2 de abril de 2009 en San Francisco (California).